# Nilometr

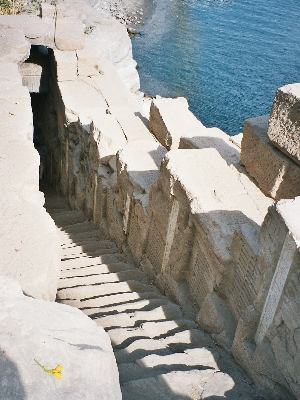
Starověký nilometr na Elefantině

Nilometr je moderní označení užívané pro zvláštní stavbu budovanou ve starověkém Egyptě pro měření výšky nilských záplav. Přestože se dochovaly až z pozdějších dob, lze důvodně předpokládat jejich existenci už ve Staré říši. Vzhledem ke svému účelu byly nilometry v Egyptě využívány (patrně jako jediná část staroegyptské architektury a kultury) i po zániku civilizace, která je postavila. Jejich význam zmizel až se stavbou první přehrady v Asuánu, která ukončila cyklus záplav, tedy 1500 let po zániku staroegyptské civilizace.

## Popis
Nilometry mají podobu dlouhé sestupné chodby nebo studny a většinou jsou propojeny s hladinou Nilu. Ve vnitřní části jsou vybaveny schodištěm a pečlivě vypracovanou měřící stupnicí, z níž se odečítala výška hladiny Nilu v loktech a jejich zlomcích. Ve starověkém Egyptě byly nilometry součástí chrámových komplexů. Nejdůležitější se nacházel v chrámu boha Chnuma na Elefantině; jeho význam byl dán tím, že zde Nil vstupoval na území Egypta a šlo tedy o první místo, kde bylo možno výšku záplav určit. Další se nacházely např. v chrámech v Luxoru, v Mennoferu a jinde.

## Význam
Důležitost nilometrů byla dána tím, že podle výšky nilské záplavy bylo možné odhadnout rozsah zatopení polí a tedy i množství úrody z jednotlivých polí různé kvality – sloužily proto např. i ke stanovení výše daní.
Ideální výška záplav je různými autory uváděna různě: u Hérodota to je 15–16 loktů, u Strabóna 8–14 a podle Plinia staršího 14; patrně je tomu tak proto, že jejich údaje se vztahují k různým místům měření.
Na asuánském nilometru se jako ideální výška při přepočtu na nadmořskou výšku uvádí 93 m. Pokud záplava byla vyšší než 94 m, docházelo k povodňovým škodám a jestliže nepřesáhla 91,5 m, hrozil v Egyptě hladomor.